# Aloe dorotheae

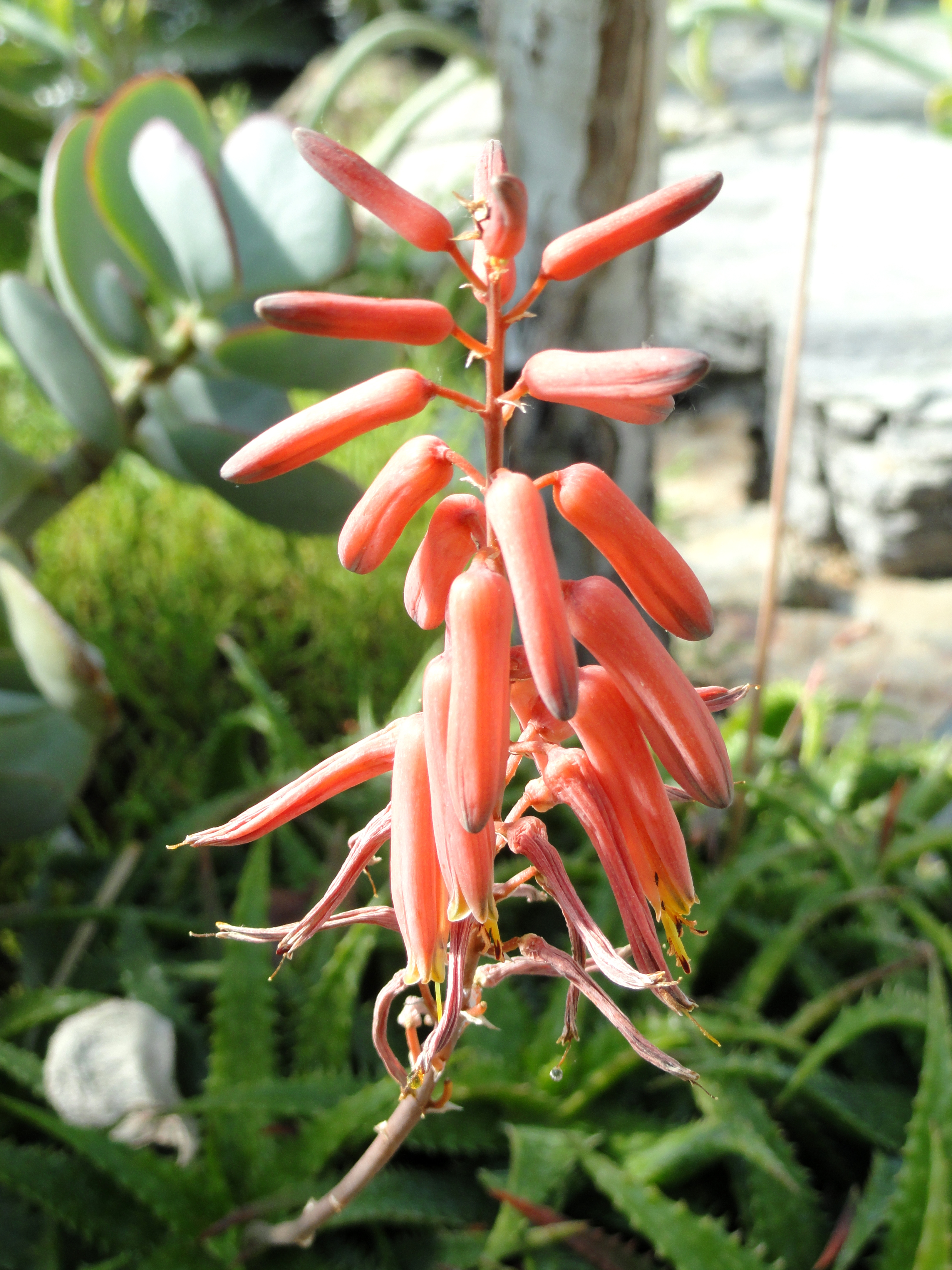
Blüten

Aloe dorotheae ist eine Pflanzenart der Gattung der Aloen in der Unterfamilie der Affodillgewächse (Asphodeloideae). Das Artepitheton dorotheae ehrt Dorothy Westhead aus London.

## Beschreibung

### Vegetative Merkmale
Aloe dorotheae wächst kurz stammbildend, sprossend und bildet dichte Gruppen. Die Triebe sind bis zu 25 Zentimeter lang. Die etwa 20 lanzettlich spitz zulaufenden Laubblätter bilden Rosetten. Die leuchtend grüne, zur Trockenzeit rötlich werdende Blattspreite ist bis zu 30 Zentimeter lang und 5 bis 6 Zentimeter breit. Auf der glatten Blattoberfläche befinden sich zerstreut weiße Flecken. Die hakigen, weiß gespitzten Zähne am schmalen, weißen, knorpeligen Blattrand sind 3 bis 5 Millimeter lang und stehen 10 bis 15 Millimeter voneinander entfernt. Der Blattsaft ist trocken gelb.

### Blütenstände und Blüten
Der einfache Blütenstand – selten werden ein bis drei Zweige ausgebildet – ist 40 bis 60 Zentimeter lang. Die ziemlich dichten, konisch-zylindrischen Trauben sind 10 bis 25 Zentimeter lang. Die eiförmig-spitzen Brakteen weisen eine Länge von 3 Millimeter auf und sind 2 Millimeter breit. Die korallenroten Blüten werden zur Spitze hin grünlich gelb oder gänzlich gelb. Sie stehen an 6 Millimeter langen Blütenstielen. Die Blüten sind 27 bis 33 Millimeter lang und an ihrer Basis kurz verschmälert. Auf Höhe des Fruchtknotens weisen sie einen Durchmesser von 7 Millimeter auf. Darüber sind leicht verengt, dann auf 8 Millimeter erweitert und schließlich zu ihrer Mündung hin erneut leicht verengt. Ihre äußeren Perigonblätter sind auf einer Länge von 10 bis 12 Millimetern nicht miteinander verwachsen. Die Staubblätter und der Griffel ragen 4 bis 5 Millimeter aus der Blüte heraus.

### Genetik
Die Chromosomenzahl beträgt {\displaystyle 2n=14}.

## Systematik, Verbreitung und Gefährdung
Aloe dorotheae ist in Tansania in Humustaschen auf Felsblöcken in Höhenlagen von 600 bis 685 Metern verbreitet.
Die Erstbeschreibung durch Alwin Berger wurde 1908 veröffentlicht. Ein Synonym ist Aloe harmsii A.Berger (1908).
Aloe dorotheae wird in der Roten Liste gefährdeter Arten der IUCN als „Critically Endangered (CR)“, d. h. vom Aussterben bedroht eingestuft.

## Nachweise